# Карпівка (Калінінградська область)
Карпівка (рос. Карповка) — селище Озерського міського округу, Калінінградської області Росії. Входить до складу Красноярського сільського поселення.
Населення —  65 осіб (2015 рік). 

## Населення
| 2002 | 2010 |
| ---- | ---- |
| 72   | ↘65  |